# Караван — Похорје
„Караван — Похорје” је југословенски ТВ документарни филм из 1970. године. Режирао га је Звонко Симоновић који је написао и сценарио.